# Robert Adrian Langdon
Robert Langdon (1924-2003) fue un erudito australiano conocido por su trabajo como oficial ejecutivo del Pacific Manuscripts Bureau parte de la Australian National University.

## Biografía
Langdon nació en Adelaide, sirvió en la Royal Australian Navy durante la Segunda Guerra Mundial, no asistió a la universidad en favor de una carrera como escritor y pasó seis años explorando América del Sur. Realizó diversos trabajos antes de llegar a Tahití para escapar del invierno canadiense. Este viaje cambió su vida. Como no pudo encontrar un solo libro que contara la historia de Tahití, regresó a su hogar en Adelaide y escribió el suyo propio: Tahiti, la isla del amor. Después de trabajar un tiempo como reportero para The Advertiser en Adelaide, Langdon aceptó un puesto en Pacific Islands Monthly en Sídney. Durante sus seis años en la revista, su reputación por investigaciones originales y de alta calidad sobre aspectos olvidados de la historia del Pacífico llamó la atención del Profesor Henry Maude, quien estaba estableciendo el Pacific Manuscripts Bureau (PMB).
Uno de los primeros proyectos importantes que supervisó como oficial ejecutivo del PMB en la década de 1970 fue la microfilmación de más de 2,100 bitácoras de barcos balleneros, comerciales y navales estadounidenses activos en el Pacífico en el siglo XIX. Copias de estos 420 rollos de microfilm se distribuyeron a varias bibliotecas participantes en Australia, Nueva Zelanda y Hawái. Para aumentar su utilidad, supervisó a un equipo de investigadores para indexar las bitácoras microfilmadas y los resultados se publicaron posteriormente en dos volúmenes.

## Teorías históricas
La investigación de Langdon sobre la historia de la isla Amanu y el posible origen de los antiguos cañones de barco españoles descubiertos en el atolón en 1929 dio como resultado su libro The Lost Caravel. En este libro, Langdon presentó evidencia de su teoría de que los cañones eran del barco San Lesmes, una nave de la expedición Loaísa española. Langdon propuso que el San Lesmes se había hundido en el atolón, arrojado los cañones para reflotar, navegó a Tahití donde algunos miembros de la tripulación se quedaron, y luego navegó hacia delante para descubrir Nueva Zelanda. El libro "Conquistador Puzzle Trail" (2015) y "Nueva Zelanda, un puzzle histórico: tras la pista de los conquistadores españoles" (2016), escritos por el cineasta neozelandés Winston Cowie y publicados con el apoyo de la Embajada de España en Nueva Zelanda, abordan la teoría del San Lesmes y, de acuerdo con la teoría de Langdon, sugieren que pudo haber encallado en Nueva Zelanda, con la tradición oral de ancianos en la península de Pouto Peninsula registrando un naufragio descrito como 'español', y cascos y armaduras que habían sido encontrados en la arena y cuevas de la península.
La novela de Greg Scowen de 2011, The Spanish Helmet, también hace referencia a la teoría del San Lesmes, basando gran parte de la historia en el presunto diario del capitán del San Lesmes, Francisco de Hoces.